# لورينزو أراغون
لورينزو أراغون (مواليد 28 أبريل 1974) هو ملاكم كوبي، مثّل بلاده في الألعاب الأولمبية الصيفية في دورتي 1996 و2004.

## روابط خارجية
لورينزو أراغون على موقع أوليمبيديا (الإنجليزية)